# Batalla de Aguanueva
La batalla de Aguanueva fue una acción militar de la Guerra de Independencia de México, efectuada el 7 de enero de 1811, en la hacienda de Aguanueva, 28 kilómetros al sureste de Saltillo, Coahuila. Los insurgentes comandados por el general Mariano Jiménez lograron derrotar a las fuerzas realistas del brigadier Antonio Cordero y Bustamante. Las fuerzas realistas de Coahuila compuesta de soldados y voluntarios que no sumaban más de 700 elementos comandados por el gobernador militar Antonio Cordero y Bustamante se encontraron con una fuerza de 8000 insurgentes en la hacienda de Aguanueva al mando de Mariano Jiménez. La fuerza realista, desalentada ante la completa superioridad numérica de su enemigo se rindieron al poco tiempo del combate.